# Justicia social

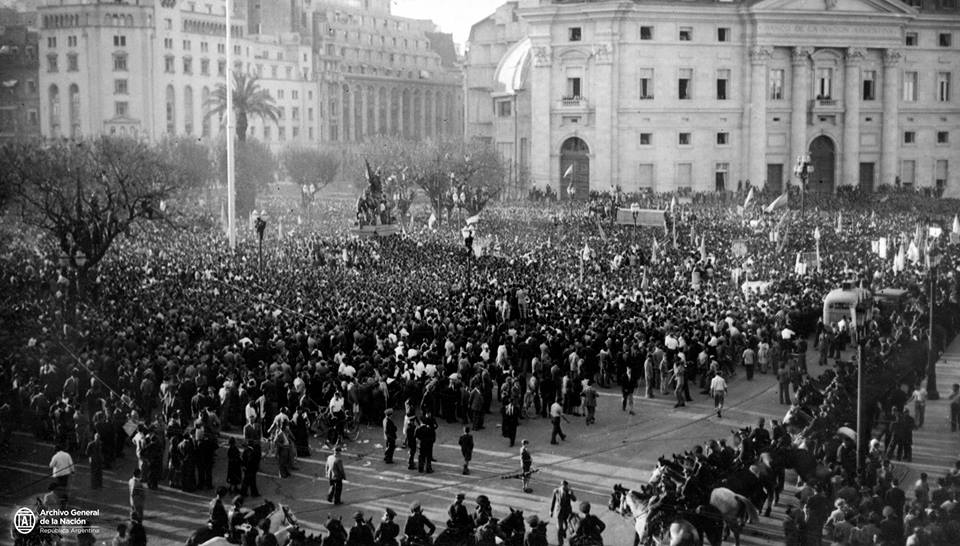
Movilización y protesta popular en Argentina para la liberación de Perón, símbolo de la justicia social, en octubre de 1945.

La justicia social es un concepto que comúnmente hace referencia a la  igualdad y equidad social, la igualdad de oportunidades, el estado de bienestar, la distribución de la renta, los derechos laborales y sindicales, la lucha contra la pobreza, etc. Sin embargo, el contenido exacto y el estándar de esta forma de justicia siempre han sido controvertidos y complejos.Algunos lo han definido como la obligación que tiene el Estado de procurar el equilibrio y la equidad entre la población, principalmente en favor de las personas desfavorecidas. Para algunos, la justicia social solo puede definirse a partir del hecho concreto de la injusticia social. Algunos estudios afirman que el concepto «justicia social» se corresponde con la «justicia distributiva» de Aristóteles. Por el contrario, Arno Anzenbacher opina que la justicia social no encuentra ninguna clasificación exacta dentro de los diferentes conceptos de justicia de Aristóteles. Christoph Giersch también llega a la conclusión de que la definición de la relación con esta comprensión clásica de la justicia sigue siendo inconsistente y poco clara.

## Historia
La justicia social es un concepto usado por distintas posiciones políticas desde el siglo XIX en adelante, para hacer referencia a una serie de condiciones que valoran positivamente en una sociedad. Se la define como "la circunstancia deseable en la que se configura un entorno social justo, sin mayores diferencias en la distribución de los recursos; justicia distributiva, en el sentido de que “gobierna la relación de los individuos con la sociedad y se caracteriza por la igualdad proporcional, teniendo cuenta de las personas y sus diferencias"  De esta definición, postulan sus partidarios que existiría una obligación a cargo del Estado de procurar el equilibrio y la equidad entre la población, principalmente en favor de las personas desfavorecidas. Esta idea llevó a una nueva concepción del Estado, que entró en conflicto con la idea de Estado Liberal de Derecho, para pasar a un Estado Social de Derecho. Se produce así "el tránsito de un Estado abstencionista e individualista a un Estado con mayores poderes de la administración para la mejor protección de los derechos sociales".
El desarrollo de este concepto culminaría en el "Constitucionalismo social", un movimiento tendiente a incorporar en las constituciones nacionales toda una serie de derechos llamados sociales, movimiento que tuvo su inicio con la sanción de la Constitución Mexicana de 1917, resultado directo de la Revolución mexicana; en Argentina, con la Constitución de la Provincia de Mendoza en 1916 y la Nacional de 1949; en Alemania, con la Constitución de la República de Weimar en 1919; y en España con la Constitución española de 1931. Las constituciones sancionadas en el siglo XIX seguían el modelo liberal y sólo consideraron los derechos del individuo sin tomar en cuenta su posición en la sociedad. Las constituciones sociales que aparecen en el siglo XX agregaron los llamados derechos sociales en los cuales se contempla la posición del individuo en la sociedad. Según lo expresa Bidart Campos, se trata de "derechos de solidaridad, o de prestación, o de crédito a los hombres considerados como miembros o partes de grupos sociales (familia, sindicato, empresa). En suma, se trata de enfocar a las personas no tanto como miembros de la sociedad general o global, sino más bien como sujetos situados en núcleos societarios más pequeños e inmediatos".
La extensión de estas ideas llevó a que en el Diccionario Panhispánico de Español Jurídico, elaborado en el año 2020 a propuesta de la XVIII Cumbre Judicial Iberoamericana, celebrada en Asunción (Paraguay) en abril de 2016, y que contó con el apoyo de la Real Academia Española, se terminara identificando el concepto de justicia social con la obligación puesta en cabeza del Estado: "obligación a cargo del Estado de procurar el equilibrio y la equidad entre la población, principalmente en favor de las personas desfavorecidas". Otras definiciones clásicas habían hecho hincapié en el resultado buscado prescindiendo del rol que pueda otorgársele al Estado. Por ejemplo la de Manuel de Ossorio: “Expresión muy usada en Política, Sociología y Derecho del Trabajo para significar una tendencia doctrinal y práctica encaminada a proteger a las personas económicamente débil, elevando su nivel de vida y de cultura y proscribiendo aquellos privilegios de las clases económicamente fuertes que originan inadmisibles desigualdades sociales”. También en inglés, el Cambridge Dictionary define el concepto de social justice como "la idea de que todas las personas deben tener los mismos derechos y oportunidades y que la riqueza y los recursos de un país deben beneficiar a todos en ese país".
Al margen de estas distintas definiciones, si bien es un concepto muy utilizado especialmente en siglo XX, nunca ha tenido un significado unívoco, sino que distintas posturas consideran incluidos en el concepto de justicia social distintos contenidos como la igualdad de oportunidades, el estado de bienestar, la distribución de la renta, los derechos laborales y sindicales, la lucha contra la pobreza, etc. Para algunos la justicia social solo puede definirse a partir del hecho concreto de la injusticia social mientras que otros han propuesto eliminarlo de la Teoría Social, acusándolo de haber servido de justificativo a regímenes que, con distintos signos políticos, vulneraron los derechos individuales de los ciudadanos.
Algunos estudios afirman que el concepto «justicia social» se corresponde con la «justicia distributiva» de Aristóteles, mientras que otros autores lo entienden como un concepto independiente de las categorías aristotélico-tomistas de justicia conmutativa y justicia distributiva.

## Origen y evolución del concepto
Aunque no hay certeza del primer uso de la expresión "Justicia Social", fuentes tempranas pueden ser encontradas en Europa en el siglo XVIII. Algunas referencias del uso de esta expresión son artículos de revistas inspiradas por el espíritu de la Ilustración, en los cuales la justicia social es descrita como una obligación del monarca; también el término está presente en libros de teólogos italianos católicos, especialmente miembros de la Compañía de Jesús. De acuerdo a estas fuentes y su contexto, la justicia social era otro término para decir "la justicia de la sociedad", la justicia que gobierna las relaciones entre los individuos de la sociedad, sin referencia alguna a la equidad socioeconómica o la dignidad humana.
El uso del término en el sentido en que se lo entiende actualmente fue obra de pensadores católicos desde mediados del siglo XIX, incluyendo el Jesuita Luigi Taparelli en el libro Saggio teoretico di dritto naturale, appoggiato sul fatto (Ensayo teórico del derecho natural apoyado en los hechos), publicado en 1843, en Livorno, Italia.

... la justicia social debe igualar de hecho a todos los hombres en lo tocante a los derechos de humanidad, ...
Luigi Taparelli, Ensayo teórico del derecho natural apoyado en los hechos (TI:355), 1843.

Taparelli, considerado uno de los fundadores de la doctrina Social de la Iglesia, basó sus ideas en una renovación del pensamiento tomista y consideró que la justicia social era una noción diferente tanto de las nociones de justicia conmutativa como de la justicia distributiva, que caracterizan al pensamiento aristotélico-tomista.
Varias décadas después, a finales del siglo XIX, el término "Justicia social" (social justice) vuelve a usarse en Inglaterra, por parte de los socialistas fabianos. La expresión ya aparece en los famosos Fabian Essays in Socialism (Ensayos fabianos sobre el socialismo), publicados en 1889. En el socialismo fabiano, la justicia social desempeña el papel de finalidad ética por excelencia, para guiar la evolución social mediante cambios no revolucionarios hacia un sistema de socialdemocracia. A partir de los fabianos, el concepto de justicia social fue adoptado por la socialdemocracia, principalmente en Inglaterra, Francia y Argentina.
En el Reino Unido, el concepto pasó al Partido Laborista inglés, al que la Sociedad Fabiana se integró, y fue aceptado y retomado por el gobierno liberal a través de su emergente el ministro de Comercio David Lloyd George, cuyo objetivo manifiesto era "lograr la justicia social". En la misma época, en Francia, el Partido Socialista a través de Jean Jaurés, adopta el concepto de justicia social como parte de su socialismo ético y pacifista.  En Argentina, el Partido Socialista incorpora el concepto a través de Alfredo Palacios, elegido diputado en 1904, vinculando las ideas de "nuevo derecho" y justicia social.
 En 1947, el naciente Partido Justicialista adoptó la justicia social como principal estandarte desde sus orígenes, quedando desde entonces muy ligado a la clase obrera y los sindicatos.
Luego de la Primera Guerra Mundial, en 1919, se crea la Organización Internacional del Trabajo (OIT) que incorpora la noción de justicia social a su Constitución, en la primera frase, como fundamento indispensable de la paz universal:

Considerando que la paz universal y permanente solo puede basarse en la justicia social...
Constitución de la Organización Internacional del Trabajo (OIT) 1919.

A partir de este punto, la discusión de la justicia social entró al discurso jurídico y académico. En 1931, la noción de justicia social se incorpora plenamente a la Doctrina social de la Iglesia Católica, al utilizarla el papa Pío XI en la Encíclica Quadragesimo anno. Para Pío XI, la justicia social es un límite al que debe sujetarse la distribución de la riqueza en una sociedad, de modo tal que se reduzca la diferencia entre los ricos y los necesitados:

58. A cada cual, por consiguiente, debe dársele lo suyo en la distribución de los bienes, siendo necesario que la partición de los bienes creados se revoque y se ajuste a las normas del bien común o de la justicia social, pues cualquier persona sensata ve cuán gravísimo trastorno acarrea consigo esta enorme diferencia actual entre unos pocos cargados de fabulosas riquezas y la incontable multitud de los necesitados.
Pío XI, Encíclica Quadragesimo anno, 1931.

De nuevo, en la encíclica Divini Redemptoris de 1937, la Iglesia prescribió que la realización de la justicia social dependía en la promoción de la dignidad de la persona humana. El mismo año, a causa de la documentada influencia de Divini Redemptoris en sus redactores, la Constitución de Irlanda fue la primera constitución en consagrar el término como un principio de la economía en el Estado, y después otros países alrededor del mundo hicieron lo mismo a lo largo del siglo XX, incluso en regímenes socialistas como la Constitución de Cuba de 1976.Friedrich von Hayek rechazó el concepto diciendo que no significaba nada, o significaba muchas cosas. El concepto mantuvo su influencia, particularmente con su promoción por filósofos como John Rawls. Aunque el significado de justicia social hoy varía, al menos tres elementos comunes pueden ser identificados en las teorías contemporáneas al respecto: un deber del Estado de distribuir ciertos medios mínimos vitales (como derechos económicos, sociales y culturales, por ejemplo), la protección de la dignidad humana y las acciones afirmativas para promover la igualdad de oportunidades.

## Filosofía del derecho y justicia social
La cuestión de la justicia social hace su irrupción en el ámbito jusfilosófico en el año 1971 a través de los principios de justicia enunciados por John Rawls en su obra Una Teoría de la Justicia: libertades básicas, principio de diferencia y la acción afirmativa como discriminación positiva, basada en la justicia entendida como equidad (según la traducción más extendida; fairness en el original en inglés).
Rawls parte de la creencia de que las desigualdades económicas y sociales, si bien resultan naturales en cualquier sociedad, configuran lo que él llama “la lotería natural”. Entiende que, desde el Derecho, es posible corregir esta situación a fin de favorecer a quienes han sido menos afortunados en esa lotería natural. La función del Derecho en este punto sería la de hacer concordar, en la medida de lo posible, dos valores que hasta entonces se consideraban irreconciliables: la libertad y la igualdad de oportunidades. Él llamó a esta propuesta “justice as fairness”, expresión que ha sido traducido al castellano, de forma confusa, como “Justicia como equidad”, aunque no se identifica con el concepto clásico de equidad de “dar a cada uno lo suyo”. Rawls llama “justice as fairness” a las soluciones que se adoptarían, al momento de diseñar los principios de justicia vigentes en una sociedad (siguiendo la tradición contractualista de Hobbes, Locke, Rousseau y Kant) si las personas obraran en ese momento bajo un “velo de ignorancia”. Esto significa que nadie conocería su lugar en la sociedad, su posición de clase o estatus social, y tampoco nadie conocería su suerte en la distribución de activos y habilidades naturales, su inteligencia, su fuerza, y cosas similares. En esa posición hipotética, Rawls supone incluso que las partes no conocen sus concepciones del bien o sus propensiones psicológicas particulares. No obstante ello, las personas en la posición original son racionales. Esto quiere decir que al elegir entre los principios, cada una de ellas busca promover sus intereses. Así pues, incluso cuando las partes carezcan de información acerca de sus fines particulares, tienen conocimiento suficiente para jerarquizar las alternativas sobre la base de una directriz básica: preferir tener más bienes primarios a tener menos. Saben que tienen que tratar de proteger sus libertades, ampliar sus oportunidades y aumentar los medios para promover sus objetivos, cualesquiera que estos sean. Según Rawls los acuerdos que se llevasen a cabo en estas condiciones podrían ser considerados equitativos, pues las personas se verían forzadas a escoger principios que beneficiaran a todas, ya que cada una de ellas no sabría cuál será su papel en la sociedad. De este modo, su misma razón los llevaría a procurar la mayor imparcialidad de los principios y acuerdos.
Para Rawls el principal inconveniente que se da en las sociedades de su época para alcanzar un equilibrio social que satisficiera a todos los hombres si estuvieran bajo esas condiciones, radica en la forma desigual en que está distribuida la riqueza, lo que la convierte fácilmente en influencia política, que a su vez trae aparejada más desigualdad social. Como respuesta a esta dificultad, entiende Rawls que uno de los principios fundamentales de la Justicia sería el Principio de Igualdad de Oportunidades:
«Las desigualdades económicas y sociales han de satisfacer dos condiciones: primera, deben estar asociadas a cargos y posiciones abiertos a todos, en condiciones de una equitativa igualdad de oportunidades; y segunda, deben procurar el máximo beneficio de los miembros menos aventajados de la sociedad»
Este principio sería de aplicación a todas las circunstancias que establecen desigualdades económicas y sociales. Entre ellos, y en un lugar destacado, la distribución de ingreso y riqueza. Esta distribución no necesariamente tiene que ser igual para todos, pero sí ventajosa para todos, poniendo siempre como criterio de justicia el beneficio de los menos aventajados a pesar de las desigualdades existentes. De este modo, la desigualdad sólo se considera justificada cuando produce beneficios compensadores para todos y sobre todo para los más desfavorecidos. De ese principio se desprende que las desigualdades económicas y sociales deberían modificarse para proveer mayores beneficios a los menos favorecidos. 
Es en ese momento de la argumentación en el que irrumpe el rol de las instituciones políticas para proveer a ese objetivo:
“La distribución natural no es ni justa ni injusta, como tampoco es injusto que las personas nazcan en una determinada posición social. Estos son hechos meramente naturales. Lo que puede ser justo o injusto es el modo en que las instituciones actúan respecto a esos hechos [...] La estructura básica de estas sociedades incorpora la arbitrariedad de la naturaleza. Sin embargo, no es necesario que los hombres se sometan a estas contingencias. El sistema social no es un orden inmodificable colocado más allá del control de los hombres, sino un patrón de la acción humana”. 
Entre las primeras y más importantes críticas planteadas a la teoría rawlsiana de la justicia se destaca la que le hace su condiscípulo en la Universidad de Harvard Robert Nozick, apenas tres años después, en su obra Anarquía, Estado y Utopía (1974). Nozick es uno de los pilares de la tesis minarquista. Comienza basándose en la libertad individual, la que considera inalienable. Es más, para Nozick el ser humano no tiene ningún otro derecho fundamental que no sea el derecho a la libertad. Así, su libertad sólo puede ser excepcionalmente cedida a un «estado mínimo», que sólo tendrá facultades para garantizar la libertad de sus ciudadanos. Esto incluye el derecho sobre sus propiedades y sobre su vida. De este modo, el Estado justo es para Nozick el Estado con menos competencias posibles, limitándose a las funciones de protección (seguridad), de justicia (igualdad ante la ley) y defensa nacional. Cualquier intento de beneficiar a los menos favorecidos violaría el único derecho fundamental, a saber: el derecho a la libertad y la seguridad, con lo que resultaría moralmente inadmisible. Tampoco está facultado para imponer o prohibir determinadas acciones en la suposición de que sería por su propio bien o para su protección. 
La teoría de Rawls es el principal blanco de críticas de Nozick. Comienza por impugnar uno de los principales supuestos de la obra de Rawls, a saber, que una teoría de la justicia tiene por objeto determinar el modo equitativo en que debe distribuirse el excedente que resulta de la cooperación social. Este supuesto de Rawls, que conduce a la necesidad de establecer una autoridad central que reparta dicho excedente, es el impugnado por Nozick. A diferencia de Rawls, Nozick no cree que la cooperación social produzca por sí misma un problema distributivo, pues entiende que la contribución que cada uno hace al acervo de bienes que resulta de dicha cooperación puede determinarse conforme a las reglas generales de la teoría de la utilidad marginal. Contrariamente a lo que Rawls parece implicar con su tratamiento el problema, la creación y distribución de los bienes tienen una historia (alguien los creó, alguien los transfirió, etc.) de modo que éstos siempre están vinculados a alguien y resulta, por tanto, injusto intentar determinar su posesión sin atender a dicha historia. Si los bienes cayeran como maná del cielo, o si nos encontráramos con los bienes como quien se encuentra un pastel que luego hay que repartir, entonces la aproximación de Rawls al problema de la justicia social sería el correcto. Pero como no es ese el caso, la teoría de Rawls, pese a sus méritos, debe ser rechazada. En su lugar Nozick propone en la segunda parte de Anarquía, Estado y utopía su propia teoría de la justicia conocida como «teoría de la intitulación». De acuerdo con ella, el problema a que debe hacer frente toda teoría de la justicia (es decir, qué cosa corresponde a quién) debe ser tratado y resuelto según los principios de una teoría histórica y no pautada de la distribución de bienes. Los principios fundamentales de dicha teoría los enuncia Nozick de la siguiente manera: 
«Si el mundo fuera completamente justo, las siguientes definiciones inductivas cubrirían exhaustivamente la materia de justicia sobre pertenencias: 
1.   Una persona que adquiere una pertenencia, de conformidad con el principio de justicia en la adquisición, tiene derecho a esa pertenencia.
2.   Una persona que adquiere una pertenencia de conformidad con el principio de justicia en la transferencia, de algún otro con derecho a la pertenencia, tiene derecho a la pertenencia.
3.    Nadie tiene derecho a una pertenencia excepto por aplicaciones (repetidas) de 1 y 2.»
Inmediatamente después de enunciar estos principios, Nozick explica que: 
«El principio completo de justicia distributiva diría simplemente que una distribución es justa si cada uno tiene derecho a las pertenencias que posee según la distribución. Una distribución es justa si surge de otra distribución justa a través de medios legítimos.»
A estos tres principios debe añadirse un cuarto, el «principio de rectificación», que tiene por finalidad corregir las injusticias pasadas y, más precisamente, que las pertenencias adquiridas de modo violento, clandestino o fraudulento vuelvan a sus verdaderos dueños. 
La idea fundamental que subyace a la teoría es que la distribución resultante de los principios señalados resulta justa en la medida en que es el reflejo de las preferencias libres de los individuos.

## Otras críticas al concepto de justicia social
Michael Novak sostiene que la justicia social rara vez se ha definido adecuadamente, argumentando: "Se han escrito libros y tratados enteros sobre la justicia social sin siquiera definirla. Se le permite flotar en el aire como si todos pudieran reconocer un ejemplar de él cuando aparece. Esta vaguedad parece indispensable. En el momento en que uno comienza a definir la justicia social, se topa con dificultades intelectuales embarazosas. La mayoría de las veces se convierte en un término técnico cuyo significado operativo es: ‘Necesitamos una ley contra eso’. En otras palabras, se convierte en un instrumento de intimidación ideológica, con el fin de obtener el poder de coerción legal".
Friedrich Hayek de la Escuela Austríaca de Economía rechazó la idea misma de justicia social por considerarla carente de sentido, contradictoria e ideológica, creyendo que lograr cualquier grado de justicia social es inviable y que el intento de hacerlo debe destruir toda libertad: "No puede haber ninguna prueba mediante la cual podamos descubrir qué es ‘socialmente injusto’ porque no hay ningún sujeto que pueda cometer tal injusticia, y no hay reglas de conducta individual cuya observancia en el orden del mercado asegure al consumidor. individuos y grupos la posición que como tal (a diferencia del procedimiento por el cual se determina) nos parecería justa. [La justicia social] no pertenece a la categoría del error sino a la del disparate, como el término 'piedra moral'".

Hayek argumentó que los defensores de la justicia social a menudo la presentan como una virtud moral, pero la mayoría de sus descripciones se refieren a estados de cosas impersonales (por ejemplo, desigualdad de ingresos, pobreza), que se citan como "injusticia social". Hayek argumentó que la justicia social es una virtud o no lo es. Si lo es, sólo puede atribuirse a las acciones de los individuos. Sin embargo, la mayoría de los que utilizan el término lo atribuyen a sistemas sociales, por lo que "justicia social" de hecho describe un principio regulativo de orden; no les interesa la virtud sino el poder. Para Hayek, esta noción de justicia social presupone que las personas se guían por direcciones externas específicas en lugar de reglas internas y personales de conducta justa. Presupone además que nunca se puede responsabilizar a nadie de su propio comportamiento, ya que esto sería "culpar a la víctima". Según Hayek, la función de la justicia social es culpar a alguien más, lo que a menudo se atribuye al "sistema" o a quienes se supone, míticamente, lo controlan. Por lo tanto, se basa en la atractiva idea de "tú sufres; tu sufrimiento es causado por otros poderosos; estos opresores deben ser destruidos". De este modo, entiende Hayek que se incurre en un antropomorfismo: vincular la noción de justicia, que sólo tiene sentido a través de la intención del hombre, a la sociedad, una entidad desprovista de voluntad. Esto genera un distanciamiento de la justicia pura y simple, además de mostrar que se trata de un concepto vacío
La demanda de justicia social no está dirigida al individuo, sino a la sociedad. Sin embargo, la sociedad, en el sentido estricto en que debe distinguirse del aparato gubernamental, no actúa con miras a un propósito específico y, por lo tanto, la demanda de justicia social se convierte en una demanda de que los miembros de la sociedad se organicen de manera individual. con el fin de permitir la distribución de acciones del producto de la empresa a diferentes personas o grupos. La cuestión básica pasa entonces a ser si existe un deber moral de someterse a un poder capaz de coordinar los esfuerzos de los miembros de la sociedad con el objetivo de alcanzar un determinado estándar de distribución considerado justo.
Para Hayek, la justicia social es un espejismo, algo inalcanzable, y la búsqueda de este ideal terminará destruyendo el único clima en el que pueden florecer los valores morales tradicionales, es decir, la libertad individual. Para Hayek tratar de manera diferente a las personas calificadas como víctimas, implica por tanto discriminación, es decir la violación de la igualdad ante la ley: "Existen todas las diferencias del mundo entre tratar a las personas de manera igual y tratar de igualarlas. La primera es una condición para una sociedad libre, mientras que la segunda es sólo una nueva forma de servidumbre”. Hayek va más allá, considerando que la justicia social, al dar al Estado los medios para controlarlo todo para igualarlo todo, conduce al aumento desproporcionado de las prerrogativas del Estado. Así, Hayek declaró en Ley, legislación y libertad (1976): “Es realmente el concepto de justicia social el que sirvió de caballo de Troya para la penetración del totalitarismo”.
Así, Hayek descree que la expresión justicia social sea simplemente una expresión ingenua de buena voluntad hacia los menos afortunados, y ve más bien en ella una insinuación deshonesta, de parte de quien detenta el poder estatal, de que uno tiene el deber de acceder a una demanda formulada por algún grupo de presión incapaz de justificarla concretamente:
Para que el debate político sea honesto, es necesario que la gente reconozca que la expresión es deshonrosa, desde el punto de vista intelectual, un símbolo de demagogia o periodismo barato, que los pensadores responsables deberían avergonzarse de utilizar, ya que, una vez que su vacío , emplearlo sería deshonesto.
Más recientemente, el intelectual estadounidense Thomas Sowell se opuso al uso del concepto de justicia social, viendo en su uso la marca de la envidia, camuflada por la retórica, que resume así: “Envidia + retórica = justicia social”.
En el mismo marco del pensamiento liberal, el economista argentino Alberto Benegas Lynch, vinculado a la Sociedad Mont Pelerin y al Instituto Catón, escribió sobre la justicia social que "solo puede tener dos acepciones: o es un pleonasmo grotesco, ya que la justicia no aplica a minerales, vegetales o animales, o es la contracara de la definición clásica de “dar a cada uno lo suyo”, y lo suyo remite a la propiedad privada; es decir, a contracorriente de los mandamientos de no robar y no codiciar los bienes ajenos puesto, que significa arrancarles a unos lo que les pertenece para entregar a otros lo que no les pertenece".
Ben O'Neill de la Universidad de Nueva Gales del Sur argumenta: "[Para los partidarios de la "justicia social"] la noción de ‘derechos’ es un mero término de titularidad, indicativo de un reclamo por cualquier posible bien deseable, sin importar cuán importante o trivial sea, abstracto o tangible, reciente o antiguo. Es simplemente una afirmación de deseo, y una declaración de intención de utilizar el lenguaje de los derechos para adquirir dicho deseo. De hecho, dado que el programa de justicia social implica inevitablemente demandas de provisión de bienes por parte del gobierno, pagados mediante los esfuerzos de otros, el término en realidad se refiere a una intención de usar la ‘fuerza’ para conseguir los propios deseos. ¡No para ganar bienes deseables mediante el pensamiento y la acción racionales, la producción y el intercambio voluntario, sino para entrar allí y tomar por la fuerza bienes de quienes pueden proporcionárselos!"
El psicólogo Steven Pinker arguye que quienes llevan a la práctica políticas identitarias, a los que denomina «guerreros de la justicia social», "ven la sociedad como una lucha por el poder, también de suma cero, entre diferentes sexos, orientaciones sexuales y razas [y] también sienten desprecio por la ciencia".
El psicólogo y escritor Jordan Peterson sostiene que la justicia social promueve el colectivismo y ve a los individuos como "esencialmente miembros de un grupo" y "no esencialmente un individuo". También sostiene que la justicia social "considera el mundo" como "un campo de batalla entre grupos de diferente poder"."

## Naciones Unidas y el Día Mundial de la Justicia Social
Las Naciones Unidas comenzaron a usar el concepto de justicia social en sus documentos desde mediados de la década de 1960. En 1969 el término aparece, a instancias de la Unión Soviética, en la Declaración sobre el Progreso y el Desarrollo Social.
En 2007 la Asamblea General de las Naciones Unidas, proclamó el 20 de febrero de cada año como Día Mundial de la Justicia Social. Al fundamentar esa decisión, las Naciones Unidas han sostenido que "la justicia social es un principio fundamental para la convivencia pacífica y próspera" y que constituye "el núcleo de nuestra misión global para promover el desarrollo y la dignidad humana.
En esta materia, la ONU hace referencia a la Organización Internacional del Trabajo (OIT), organismo especializado que integra el sistema de Naciones Unidas, y en especial al documento Declaración sobre la Justicia Social para una Globalización Equitativa.
Las Naciones Unidas explican que, las actividades que se desarrollen con motivo del Día Mundial de la Justicia Social, deben orientarse a "erradicar la pobreza y promover el empleo pleno y el trabajo decente, la igualdad entre los sexos y el acceso al bienestar social y la justicia social para todos".